# Lovag anolisz
A lovag anolisz (Anolis equestris) a hüllők (Reptilia) vagy (Sauropsida) osztályába és a leguánfélék (Iguanidae) családjába tartozó faj.

## Előfordulása
Kuba területén honos. Betelepítették Floridába.

## Megjelenése

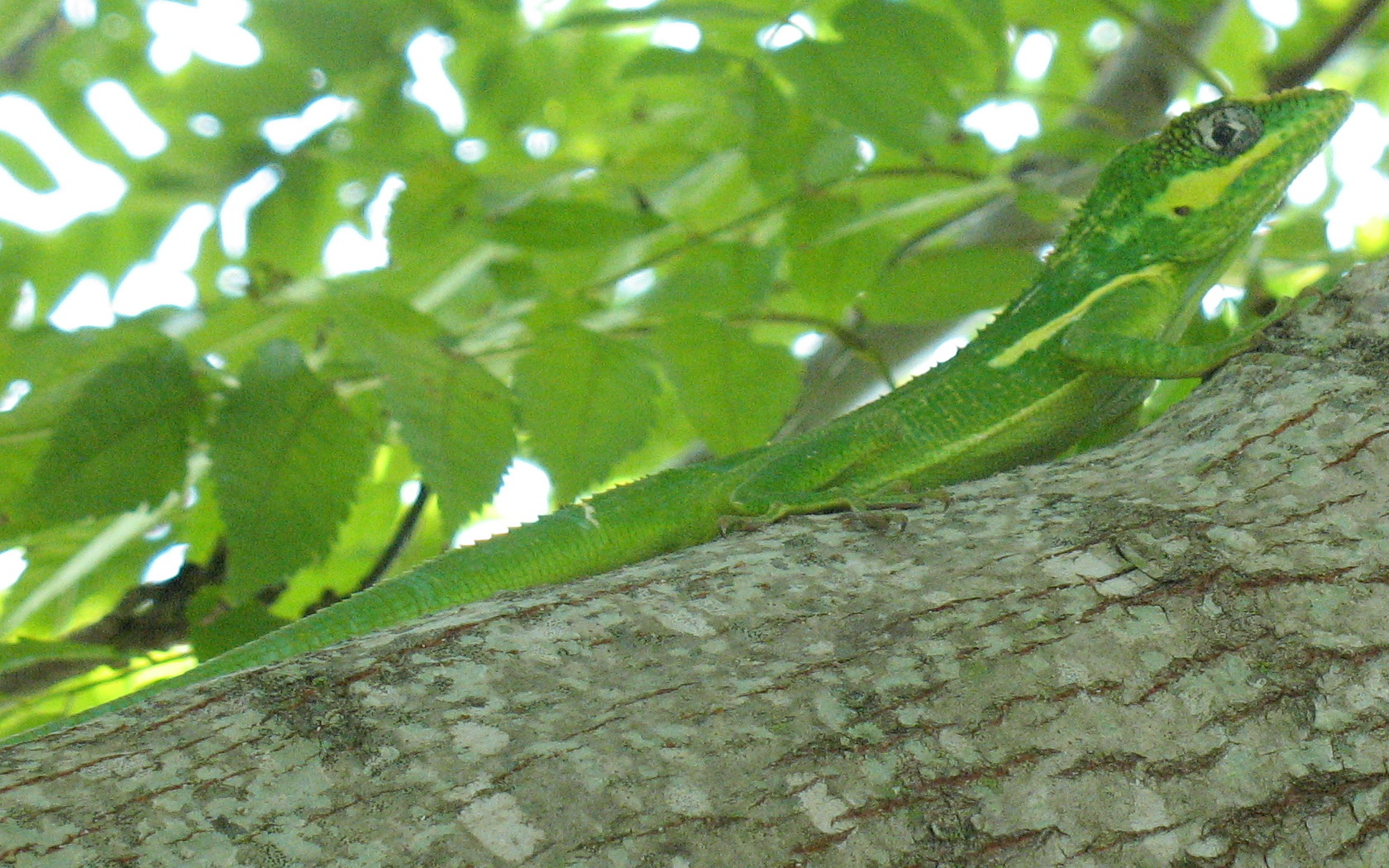
Zöld színével jól bele tud olvadni környezetébe.

A lovag anolisz testhossza 35–50 cm, így a legnagyobb faja a családnak.
 
A hímeknek fehér toroklebenyük van, ami rivalizálás és nász idején nagyon hangsúlyos.
 
A tapadós lábujj párnái lehetővé teszik, hogy a lovag anolisz könnyedén felfusson sima, függőleges felületekre, vagy lefelé vízszintes síkban.

## Életmódja
A lovag anolisz nappali állat. Lárvákat, tücsköket, csótányokat, pókokat és lepkéket fogyaszt.

## Szaporodása
A szaporodás nyáron történik. A lovag anoliszok tojással szaporodnak.